# Heterochroma
Heterochroma är ett släkte av fjärilar. Heterochroma ingår i familjen nattflyn.

## Dottertaxa tillHeterochroma, i alfabetisk ordning[1]
- Heterochroma albipuncta
- Heterochroma amphion
- Heterochroma atrisigna
- Heterochroma bellona
- Heterochroma berylloides
- Heterochroma beryllus
- Heterochroma celestina
- Heterochroma chlorographa
- Heterochroma eriopioides
- Heterochroma exundata
- Heterochroma hadenoides
- Heterochroma hypatia
- Heterochroma insignis
- Heterochroma ligata
- Heterochroma lineata
- Heterochroma luma
- Heterochroma lyctorea
- Heterochroma metallica
- Heterochroma panama
- Heterochroma porphyra
- Heterochroma rollia
- Heterochroma sarepta
- Heterochroma singularis
- Heterochroma subapicalis
- Heterochroma thermeola
- Heterochroma thermida
- Heterochroma thermographa
- Heterochroma viridipicta
- Heterochroma viridis